# 洛雷托
洛雷托（西班牙語：Loreto）是墨西哥南下加利福尼亚州的一个城市，位于下加利福尼亚半岛东海岸，滨临加利福尼亚湾，距离拉巴斯以北350公里。洛雷托为洛雷托自治区的首府。洛雷托是下加利福尼亚半岛的第一个西班牙殖民点。1697年至1777年，洛雷托曾作为加利福尼亚省的首府。该市人口10,283 (2005年)。